# Categoria especial
Categoria especial (do francês: hors catégorie; também chamado: fora de categoria de forma errónea), é uma catalogação dos portos de montanha no ciclismo em estrada usada maioritariamente no Critérium du Dauphiné, Tour de France, Volta a Alemanha, Volta à Áustria, Volta à Suíça e corridas da China, Colômbia, Espanha, Estados Unidos e Portugal para diferenciar os portos de "alta dificuldade" (1ª categoria) dos de "extrema dificuldade" (categoria especial).
Além de utilizar-se com fins publicitários, os portos de categoria especial outorgam mais pontos para a classificação de montanha com respeito aos portos de categorias inferiores.

## História
Esta catalogação começou a usar-se no Tour de France de 1979 devido à grande quantidade de portos de 1ª categoria que começaram a se subir. Enquanto outras corridas importantes foram adaptando esta categoria nas suas corridas, outras como o Giro d'Italia seguiram com a sua catalogação habitual sem esta categoria especial.

## Critério para catalogar um porto como especial
Ao igual que sucede com o resto de catalogações de portos, esta categoria é totalmente subjetiva e a sua catalogação pode variar de uma corrida a outra e inclusive de uma edição a outra, dependendo da sua localização na etapa. Por exemplo, a categoria especial costuma reservar aos portos que são final em alto. Isto se deve a que ao final da etapa os ciclistas estão mais cansados, pelo que a dificuldade do porto é maior que quando se localiza num ponto intermediário da etapa.
É especialmente destacável essa divergência de critérios em corridas da Espanha. Por exemplo, o porto de San Lorenzo em Espanha começando em Risse na Volta a Espanha 2006 foi catalogado de especial enquanto em outras subidas posteriores, incluindo na Volta às Astúrias, tem sido de 1ª. Outro caso é o Port de Balès na França desde Mauléon-Barousse que sempre tem estado catalogado de especial até que na Volta a Espanha de 2013 foi de 1ª. Outro caso curioso sucede com o porto da Ragua em Espanha desde Cherín que a primeira vez que se ascendeu no ciclismo profissional na Volta a Espanha de 2009 foi catalogado de 1ª quando por exemplo um porto de similar dureza como o col d'Izoard na França desde Arvieux sempre tem sido catalogado de especial.
Precisamente esses portos nunca têm sido final em alto, pelo que pode se supor que a Volta a Espanha, e corridas da Espanha em geral, têm muitas reticencias em categorizar como especial portos que não sejam final de etapa. Não obstante, essa divergência de critérios também ocorre com outros portos final de etapa de menor dureza, que ocasionalmente se categorizam de especial por ser final em alto.

## Portos de categoria especial
Nesta listagem mostram-se todos os portos que têm sido catalogados de especial ao menos uma vez, independentemente da sua vertente, ordenados por ordem alfabética.
 França (33)
| - Alpe d'Huez (26 vezes especial) - Aubisque (14 vezes especial) - Gourette - Balès - Beal - Bonette - Chamrousse - Croix de Fer (10 vezes especial) - Mont Faron - Galibier (19 vezes especial) - Glanon - Grand Colombier | - Granon - Hautacam - Col d'Iseran - Isola 2000 - Izoard (7 vezes especial) - Joux-Plane - La Plagne - Plateau de Beille - Larrau - Luz-Ardiden (8 vezes especial) - Madeleine (17 vezes especial) - Mont Ventoux - Pailhères | - Pra Loup - Pla d'Adet - Puy de Dôme - Rochère en Chartreuse - Semnoz - Soudet - Soulor - Superbagnères - Tourmalet (25 vezes especial) - La Mongie - Val Thorens |

 Espanha (30)
| - Ainé - Aitana - Alto Campoo - Fuente del Chivo - Ancares - Angliru - Cabeza de Manzaneda - Calar Alto - Cerler - Cotobello - Covatilla - El Acebo | - La Covatilla - Somiedo - La Farrapona - Lagos de Covadonga - Los Machucos - Lagunas de Neila - Navacerrada - Bola del Mundo - La Pandera - Las Palomas - Pajares-Brañilin - Cuito Negro - Coll de Pal | - Pedraforca - Peña Cabarga - Pla de Beret - Polopos - Rassos de Peguera - Redondal - San Isidro - São Lorenzo - Serra Nevada - Hazallanas - Valdezcaray - Vallter 2000 |

 Suíça (16)
| - Albulapass - Arosa - Cari - Crans-Montana - Finhaut-Emosson - Florclaz - Flüelapass | - Furkapass - Glaubenbielen - Grimselpass - Klausenpass - Lurkmanierpass - Nufenenpass - Oberalp Pass | - São Gotardo - Saas-Fee - Simplonpass - Sustenpass - Verbier |

 Andorra (7)
- Arinsal
- La Botella
  - Pal
- Els Cortals d'Encamp[10]
- Collado de la Gallina
- La Rabassa[10]
- Ordino-Arcalís

 Estados Unidos (7)
- Empire Pass
- Gibraltar Road
- Monte Hamilton
- Monte Diablo
- Mountain High
- Powder Mountain
- Snowbird

 Áustria (5)
- Hochtor
- Kaunertaler Gletscherstrasse
- Kitzbüheler Horn
- Kühtai
- Rettenbachtal
- Sölden

 China (4)
- [18]
- [19]
- [20]
- [21]

 Colômbia (3)
- La Línea
- Letras
- Ventanas
- Coba Negra

 Portugal (2)
- Penhas da Saúde
- Torre

 Indonésia (2)
- Lanameren Ranamese
- Wadi

 Itália (1)
- Cenis[22]

 Irão (1)
- Sahand

 Azerbaijão (1)
- Pirgulu

2 ou mais países
- Agnel/Agnello
- Envalira
  -  Grau Roig
- Larrau
- Lombarde
- Gran San Bernardo

## Giro de Itália
Em sua catalogação de portos de montanha, o Giro de Itália não utiliza a categoria Especial. Os portos mais duros são catalogados como de 1.ª categoria (tradicionalmente indicados de cor vermelha -cor celeste para a Cume Coppi-), ainda que nos factos equivaleriam aos HC (hors categorie) que se usam em outras corridas. Alguns das ascensões mais duras do Giro de Itália são:
- Marmolada
- Monte Zoncolan
- Mortirolo
- Passo Stelvio
- Passo Gavia
- Três Cumes de Lavaredo
- Passo Giau
- Passo Pordoi

## Outros usos de categoria especial no ciclismo
Desde 2005, depois da implementação dos Circuitos Continentais UCI, começou-se a utilizar a categoria .HC (categoria especial) para as corridas de maior categoria. Não sendo mais de 40 corridas com esta catalogação por temporada (25-28 na Europa, 2-6 na Ásia e 2-3 na America); muitas delas anteriormente eram denominadas de categoria .1.